# باشگاه فوتبال آنتالیااسپور
باشگاه فوتبال آنتالیااسپور (به ترکی استانبولی: Antalyaspor) باشگاه فوتبال ترکیه‌ای است که در سال ‌۱۹۶۶ در شهر آنتالیا تأسیس شده‌است و هم‌اکنون در سوپر لیگ فوتبال ترکیه بازی می‌کند. ورزشگاه دانشگاه آک‌دنیز محل انجام بازی‌های خانگی این تیم می‌باشد. مهم‌ترین عنوان کسب شده توسط آنتالیااسپور یک نائب‌قهرمانی در سال ۲۰۰۰ در جام حذفی فوتبال ترکیه به‌شمار می‌رود.